# راند چهارم
راند چهارم فیلمی به کارگردانی و نویسندگی علیرضا امینی و تهیه‌کنندگی مرتضی شایسته و مجری طرح علی اوجی , محصول سال ۱۳۹۸ است.

## داستان
فیلم، داستان زندگی کارگر ساده‌ای است که همراه همسر و پسر کوچکش زندگی شادی دارند، اما در شب تولد پسر، در یکی از خیابان‌های تهران، طی یک درگیری خیابانی ناپدید می‌شود و همسر و پسرش به‌دنبال او می‌گردند.